# Poślizg (droga)
Poślizg – zjawisko przejścia od toczenia lub kroczenia, w których powierzchnie stykających się ciał nie przesuwają się względem siebie, do ślizgu, w którym stykające powierzchnie przesuwają się. 
Poślizg występuje wtedy, kiedy siła, którą musiałoby przenieść tarcie opony o nawierzchnię, jest większa niż siła tarcia.
Może wystąpić między innymi:
- na zakręcie, jeśli siła odśrodkowa jest większa od siły tarcia statycznego między oponą a nawierzchnią (poślizg podsterowny, poślizg nadsterowny, znoszenie, zarzucanie);
- w wyniku zbyt mocnego hamowania;
- w wyniku zbyt mocnego przyspieszania (buksowanie).

Szczególnym rodzajem poślizgu jest poślizg na jezdni pokrytej warstwą wody zwany akwaplanacją.
Efektem poślizgu może być utrata panowania nad pojazdem.